# Joutsenlampi (sjö, lat 67,72, long 27,08)
Joutsenlampi är en sjö i Finland. Den ligger i kommunen Sodankylä i landskapet Lappland, i den norra delen av landet, 800 km norr om huvudstaden Helsingfors. Joutsenlampi ligger 223,3 meter över havet.Arean är 14,6 hektar och strandlinjen är 1,54 kilometer lång. Sjön  ingår i Kemi älvs huvudavrinningsområde. 